# 灵兰卫矛
灵兰卫矛（学名：Euonymus crenatus）是卫矛科卫矛属的植物，是中国的特有植物。分布在中国大陆的云南、四川等地，生长于海拔2,200米至2,500米的地区，见于灌木林中岩石上，目前尚未由人工引种栽培。